# Houston Cougars

Il logo degli Houston Cougars

Gli Houston Cougars sono la società sportiva dell'University of Houston con sede ad Houston, capoluogo della contea di Harris nello stato del Texas, Stati Uniti d'America. Si tratta di una squadra universitaria di notevole importanza al pari degli SMU Mustangs, i TCU Horned Frogs, i Rice Owls, gli UTEP Miners e il North Texas Mean Green.
Esse comprendono varie discipline divise sia per settore maschile che femminile.

## Mascotte

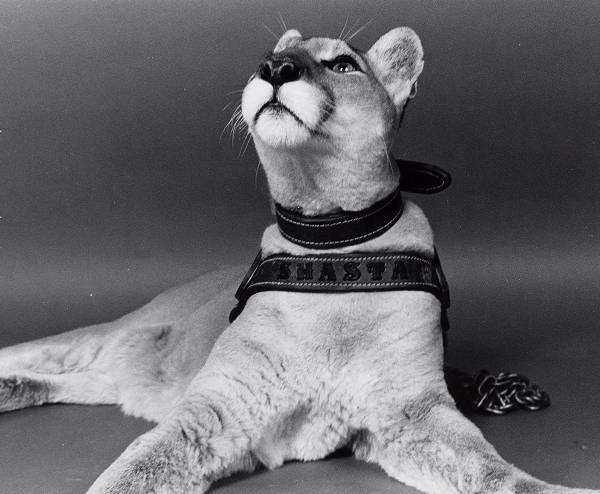
Shasta III mascotte dal 1965 al 1977

La mascotte si chiama Shasta, si tratta di un puma di sesso femminile, il nome viene tramandato.

## Settore maschile
- Baseball, dove hanno militato Michael Bourn e Steve Cummings
- Pallacanestro, in cui hanno militato Hakeem Olajuwon, Clyde Drexler, Elvin Hayes, Dion Dowell, Damon Jones, Alton Ford, Otis Birdsong, Bo Outlaw, Leary Lentz, Gary Phillips, George Reynolds e Marcus Sasser;
- Corsa campestre
- Football americano, in cui hanno militato Andre Ware, Case Keenum, Wilson Whitley e David Klingler;
- Golf, in cui hanno militato Fred Couples e Fuzzy Zoeller;
- Atletica leggera, in cui hanno militato Leroy Burrell e Carl Lewis.

## Settore femminile
- Pallacanestro
- Calcio universitario
- Softball
- Corsa Campestre
- Nuoto
- Tennis
- Atletica leggera
- Pallavolo